# Elszállt egy hajó a szélben / Család
Az Elszállt egy hajó a szélben / Család a Kex együttes első és egyben egyetlen kislemeze, amely 1970-ben jelent meg.

## Története
A Kex együttest a 3T (támogatott – tűrt – tiltott) alapján a „tiltott” kategóriába sorolták, így nagylemezük nem jelenhetett meg. Ez a kislemez is pusztán a szerencsén múlott, hogy létrejött, mert engedélyt kaptak, hogy szerepelhessenek Mészáros Márta Szép lányok, ne sírjatok (1970) című filmjében, így a kislemez nem önálló lehetőség volt, hanem mint filmbetétdal jelenhetett meg. A dalokat az MHV stúdiójában rögzítették. A kislemezen az Elszállt egy hajó a szélben és a Család című Kex-szerzemények kaptak helyet. Előbbi erőteljes, klasszikus Kex-dal, a Család pedig lágy, kissé melodikus szerzemény.
A kislemez első (mono) verziója egységes Pepita borítóval és kék színű lemezcímkével jelent meg, amely nagyon hasonló volt a Qualiton által kiadott kislemez címkéire, csak a cégembléma különbözteti meg a két változatot. Kis példányszámban adták ki, már csak azért is, mert Baksa-Soós János 1971-ben disszidált, és ez azonnali letiltást vont maga után. 1977-ben ugyan újra kiadta a Pepita az Amikor én még kissrác voltam sorozatában, akkor valamivel nagy példányszám készült belőle, de nem vitték túlzásba. Így mind a két kislemez ritkaságnak számít a gyűjtők körében. Az 1982-ben a Krém által megjelentett válogatáslemezre felkerült a Kex-kislemez is, de csak a Család.

## Dalok
A: Elszállt egy hajó a szélben (Baksa Soós János – Doleviczényi Miklós) - 3’50
B: Család (Baksa Soós J. – Kex együttes) - 3’37

## Az együttes tagjai
- Baksa-Soós János – ének, gitár
- Bianki Iván – gitár, cselló
- Doleviczényi Miklós – zongora, gitár, fuvola
- Imre Attila – basszusgitár, ének
- Kisfaludy András – dob

## Külső hivatkozások
- A Kex kislemez elemzése